# Joachim Vogelsänger

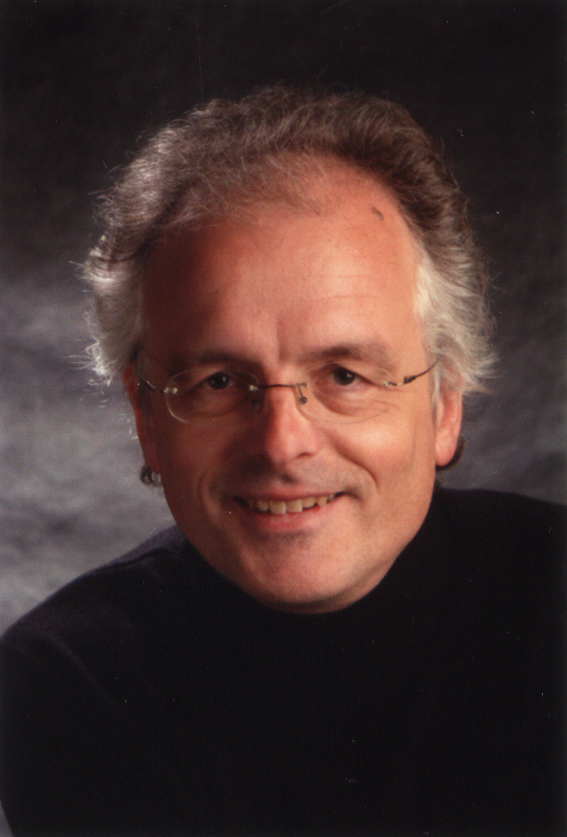
Joachim Vogelsänger

Joachim Vogelsänger (* 15. Oktober 1958 in Soest) ist ein deutscher Kirchenmusiker und Cembalist.

## Leben
Vogelsänger studierte an der Musikhochschule Köln Kirchenmusik (A-Examen) und Cembalo. Dem schlossen sich eine Ausbildung zum Kapellmeister an der Hochschule für Musik Detmold sowie ein Orgel-Studium in Wien an. Seine Lehrer waren Viktor Scholz, Martin Lücker und Michael Radulescu.
Von 1983 bis 2002 war er Kirchenmusiker an der Kreuz- und Johanneskirche in Düsseldorf. Zwischen 2002 und 2023 wirkte er als Kantor und Kirchenmusikdirektor an St. Johannis in Lüneburg. Die Nachfolge Vogelsängers tritt am 1. Dezember 2023 Ulf Wellner an.

## Tondokumente
- 450 Jahre Orgelmusik an St. Johannis Lüneburg
- Der junge Bach und seine Vorbilder
- diverse CDs mit dem Ganassi-Consort und dem Trio Arcangelo Corelli